# Торретон, Филипп
Филипп Торретон (фр. Philippe Torreton; род. 13 октября 1965) — французский актёр кино. Участие в фильме «Капитан Конан» (1996) отмечено премией «Сезар» за лучшую мужскую роль. В дальнейшем ещё трижды номинировался на эту награду — в 2000, 2005 и 2012 годах.

## Избранная фильмография
- 1992 — Л-627 — Антуан
- 1996 — Капитан Конан — капитан Конан
- 2003 — Похититель тел — Марко Тиссеран
- 2005 — Рыцари неба — Бертран
- 2005 — Проклятые короли — граф Робер д’Артуа
- 2007 — Ульжан — Шарль
- 2007 — Жан де Лафонтен — вызов судьбе — Жан-Батист Кольбер
- 2009 — 13-й район: Ультиматум — президент
- 2009 — Королева и кардинал — Мазарини
- 2011 — Искусство любить — рассказчик
- 2013 — Пена дней — Жан-Сол Партр

## Политика
Во время президентских выборов во Франции в 2007 году Филипп Торретон поддержал Сеголен Руаяль.
В 2008 году Филиппа Торретона приглашает в Париж на муниципальные выборы мэр Бертран Деланоэ в качестве кандидата на IX округе и его избирают членом совета. До ноября 2010 года Торретон также был членом совета округа, уполномоченным мэром округа по борьбе с дискриминацией и ответственным за события культурной жизни.